# Oropodisma
Oropodisma is een geslacht van rechtvleugeligen uit de familie veldsprinkhanen (Acrididae). De wetenschappelijke naam van dit geslacht is voor het eerst geldig gepubliceerd in 1942 door Uvarov.

## Soorten
Het geslacht Oropodisma omvat de volgende soorten:
- Oropodisma chelmosi Uvarov, 1942
- Oropodisma erymanthosi Willemse, 1971
- Oropodisma karavica La Greca & Messina, 1977
- Oropodisma kyllinii Willemse, 1971
- Oropodisma lagrecai Willemse, 1979
- Oropodisma macedonica Ramme, 1951
- Oropodisma parnassica Scudder, 1897
- Oropodisma taygetosi Willemse, 1972
- Oropodisma tymphrestosi Willemse, 1972
- Oropodisma willemsei La Greca & Messina, 1977